# Сарбайское месторождение
Сарбайское месторождение — железнорудное(магнетитовое) месторождение в Казахстане. Находится в Костанайской области, в 45 километрах  к юго-западу от Костаная (у города Рудный), на месте древнего урочища Сарбай. Открыто в 1949 году лётчиком М. Сургутановым по поведению стрелки компаса.
Локализовано в экзоконтактовой зоне диоритового интрузива. Рудные тела располагаются в метаморфизованных вулканогенно-осадочных породах — андезитовых порфиритах, туфах, туфолавах базальтового состава, туффитах, известняках, песчаниках и других пород каменноугольного периода.
Рудные тела месторождения  залегают на западном крыле Соколовско-Сарбайскую антиклиналь субмеридионального простирания.  На месторождении развиты разновозрастные разрывные нарушения, по которым внедрялись  дайки диорит-порфиритов и  гранит-порфиров. Месторождение состоит из трех пластообразных залежей, залегающих согласно с породами карбонатно-туффитовой толщи: простирание их близмеридиональное, падение на юго-запад под углом 45—65°.
Есть гипотеза, что залежи месторождения — части единого тела, разорванного послерудными нарушениями. Залежи прослежены по простиранию на 1500—2000 м, по падению до 500—1000 м. Они сложены сплошными магнетитовыми рудами, оруденелыми скарнами и роговиками, чередующимися с безрудными полосами. Руды сплошные массивные, в скарнах вкрапленные.
Эксплуатируется Соколовско-Сарбайским ГОКом
Разрабатывается карьерным способом.  Руда месторождения поставляется на Урал и в Темиртау